# Soldanella minima
Soldanella minima – gatunek rośliny górskiej z rodziny pierwiosnkowatych. Występuje w Alpach Centralnych i Wschodnich; rzadko w Austrii, Słowenii i północnych Włoszech.

## Morfologia
PokrójBylina o krótkim, włóknistym kłączu i wzniesionym, cienkim pędzie kwiatonośnym o wysokości 3–6 cm.
LiścieLekko skórzaste na puszyście owłosionych ogonkach 3–15 mm długości, zebrane w rozetkę u nasady pędu. Blaszka liściowa okrągła i całobrzega, ok. 4–10 mm szerokości, o chrząstkowatym brzegu.
KwiatPojedynczy, na szczycie bezlistnego, gruczołowato owłosionego głąbika. Kielich rurkowaty. Korona klinowato-dzwonkowata, ok. 9–11 mm długości, niebieskawofioletowa lub lila, biało obrzeżona. Brzeg korony nieregularnie podzielony do ponad połowy długości na równowąskie frędzle. Słupek schowany w koronie.
Gatunek podobnySoldanella pusilla występująca w Alpach Zachodnich, przeważnie w wyższych położeniach górskich, na wyleżyskach śnieżnych na glebach krzemianowych. Od poprzedniego gatunku różni się bardziej wydętym dzwonkiem korony z mniej głęboko frędzowatym brzegiem i sercowatymi lub nerkowatymi liśćmi o nagich lub słabo owłosionych ogonkach.

## Biologia i ekologia
Rośnie na wyleżyskach śnieżnych i w miejscach wilgotnych, głównie na wapiennych podłożach; na wysokościach od 1200 do 2500 m n.p.m. Kwitnie od czerwca do lipca.

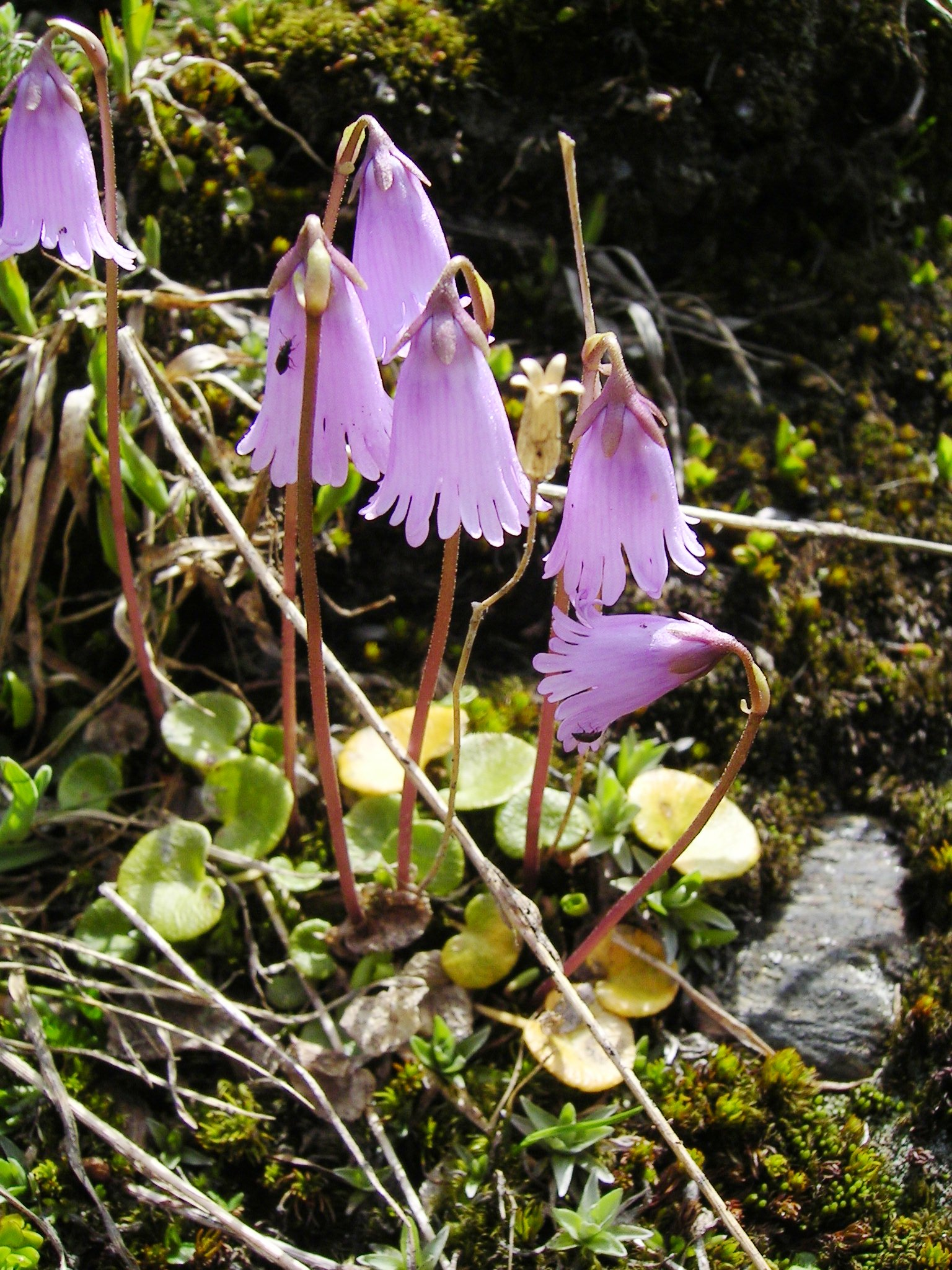
Soldanella pusilla